# Fusion Records
Fusion Records est un label discographique néerlandais de hardstyle. Il est compté par la presse spécialisée parmi les plus grand labels de hardstyle.

## Histoire
Fusion Records est fondé en 2002, et publie à l'origine des vinyles de hard trance et hard house, avant de se tourner vers des sorties hardstyle. Après la fin de Superplastik (un autre sous-label de Freaky Music), les artistes qui étaient signés sur ce label passent sur Fusion Records. Fusion cesse de presser des vinyles en juin 2010 pour « se concentrer sur les sorties numériques ». En novembre 2010, Noisecontrollers quitte Fusion pour créer un nouveau label avec Wildstylez. En 2016, l'artiste Requiem annonce la sortie de son morceau Psychotic Tendencies qui a déjà été joué au festival Hard Bass.
Le label compte notamment Donkey Rollers, Faizar, Inceptum, Notorious Two, Omegatypez, et Zany.
Dans les années 2020, Shellshock rejoint les rangs du label.